# The Hard Easy
The Hard Easy è un film del 2006 diretto da Ari Ryan, con David Boreanaz, Nick Lachey e Vera Farmiga.

## Distribuzione
Il film, prodotto nel 2005, è uscito il 4 novembre 2006 in Ungheria e successivamente distribuito il 6 febbraio 2007 in Italia e a maggio dello stesso anno negli Stati Uniti d'America in DVD, poi trasmesso in prima visione TV sul circuito nazionale 7 Gold nel 2024.